# 希爾德冰原島峰
74°33′S 164°30′E / 74.550°S 164.500°E
希爾德冰原島峰（英語：Shield Nunatak）是南極洲的冰原島峰，位於維多利亞地的斯科特海岸，處於坎貝爾冰川終點東面，由新西蘭探險隊命名，現時由南極條約體系管理。